# دیو کوکسهیل
دیو کوکسهیل (انگلیسی: Dave Coxhill؛ زادهٔ ۱۰ آوریل ۱۹۵۲) بازیکن فوتبال، و سرمربی (فوتبال) اهل بریتانیا است.
از باشگاه‌هایی که در آن بازی کرده‌است می‌توان به باشگاه فوتبال میلوال اشاره کرد.